# Robert Hoffmann (Eishockeyspieler)
Robert Hoffmann (* 18. Januar 1977 in Weißwasser, Deutsche Demokratische Republik) ist ein ehemaliger deutscher Eishockeyspieler und derzeitiger -trainer, der zuletzt bis Sommer 2023 als Cheftrainer beim EHC Freiburg in der DEL2 unter Vertrag gestanden hat.

## Karriere
Robert Hoffmann begann seine Karriere im Nachwuchs des ES Weißwasser, mit dessen Schülermannschaft er in der Spielzeit 1990/91 Deutscher Schülermeister wurde. 1997 verließ er seinen Heimatverein und schloss sich dem TuS Harsefeld an. Über den ESC Dorfen und den EHC Waldkraiburg aus der 2. Liga-Süd sowie den EV Ravensburg kam er 2000 zu den ERC Haßfurt Sharks. Dort war er das erste Mal länger als eine Saison unter Vertrag und erreichte mit den „Sharks“ die Oberliga-Playoffs der Spielzeit 2002/03.
Nach diesem Erfolg wechselte er zu den Dresdner Eislöwen, mit denen er in der Saison 2004/05 den Aufstieg in die 2. Eishockey-Bundesliga schaffte und zudem die Meisterschaft der Oberliga gewann. In der folgenden Spielzeit spielte er für die Eislöwen in der 2. Bundesliga, bekam aber nach Saisonende keinen neuen Vertrag und wechselte zurück in die Oberliga zu den Wölfen Freiburg. Im Sommer 2007 war er bereits in Vertragsverhandlungen mit den Wölfen, als er ein Angebot der Lausitzer Füchse erhielt. Dieses nahm er an und kehrte damit nach über 10 Jahren zu seinem Heimatverein zurück. Im Januar 2008 bat er die Verantwortlichen der Füchse um eine Auflösung seines Vertrages und kehrte zu den Wölfen zurück. Mit den Wölfen schaffte er den Aufstieg in die 2. Bundesliga, wo diese seither spielen. Für die Saison 2009/10 bekam er bei den Freiburgern keinen Vertrag.
Im Oktober 2009 wurde Hoffmann von den Saale Bulls Halle verpflichtet, für die er in der Saison 2009/2010 in der Regionalliga Ost spielte. Nach drei Jahren ohne Verein, stand der Defensivspieler in der Spielzeit 2014/15 für den EHV Schönheide 09 in der Oberliga auf dem Eis.
Im Sommer 2014 beendete Hoffmann seine aktive Profikarriere und wurde anschließend Co-Trainer bei den Lausitzer Füchsen in der DEL2. Im Dezember 2017 wurde er zum Cheftrainer befördert, im Juli 2018 verließ Hoffmann die Füchse nach einem Streit mit dem neuen Assistenztrainer.
2019 wurde er Nachwuchstrainer beim ESC Dresden und betreute parallel ab März 2020 den EV Landshut als Co-Trainer. In der Saison 2020/21 war er Cheftrainer der U20-Mannschaft des ESC Dresden, ehe er zur Saison 2021/22 Cheftrainer des EHC Freiburg wurde. Diesen Stelle besetzte er zwei Jahre bis zum Sommer 2023. 2024 bis Februar 2025 übernahm er das Amt des Cheftrainers in der Oberliga Nord bei den TecArt Black Dragons Erfurt. Ab der Saison 2025 wird er Headcoach beim Adendorfer EC in der Regionalliga Nord.

## Erfolge und Auszeichnungen
- Oberligameister 2005
- Aufstieg in die 2. Bundesliga 2005, 2008